# Furca (Tragestange)
Die Furca war eine Tragestange, die von römischen Legionären während des Marsches getragen wurde.

## Aussehen

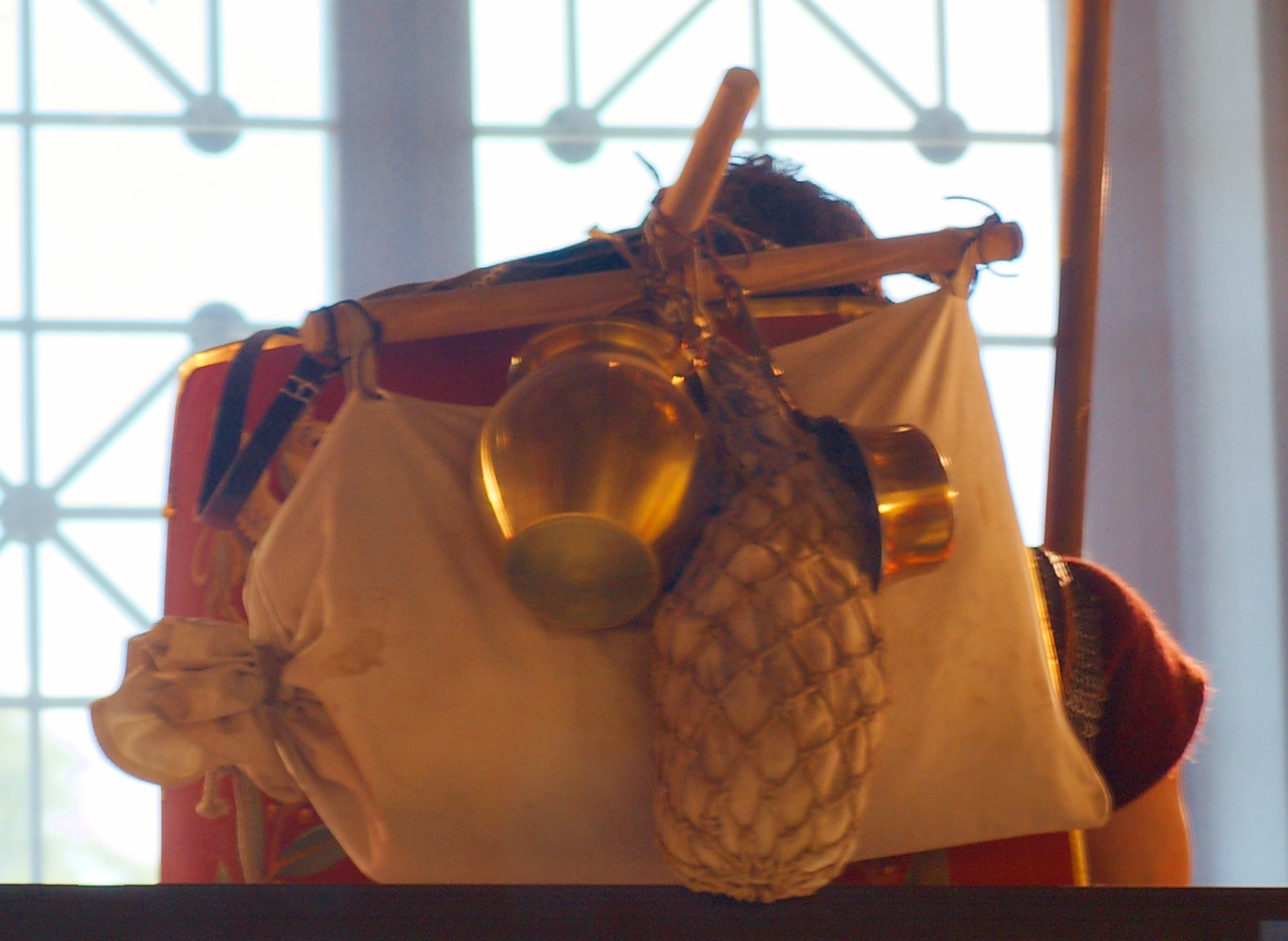
Nachbildung im Museum Carnuntinum, man sieht die Furca, über der linken Schulter des Soldaten

Die Furca war ein Tragekreuz aus Eschenholz. Mit ihr wurde die sarcina, gut verteilt, über der Schulter getragen. Durch das Kreuz konnte das Gepäck bequem und sicher getragen werden. Während des Marsches wurde die Furca auf das auf den Rücken geschnallte Scutum gelehnt. So konnte man mit der linken Hand das Gepäck und mit der Rechten das Pilum tragen. Auf der Furca war u. a. das Loculus befestigt. Im Kampfesfall wurde die Furca als Ganzes zu Boden geworfen und das Scutum in die linke Hand genommen. Mit dieser Technik war man in 20 Sekunden kampfbereit (wie bei diversen Versuchen festgestellt wurde).

## Geschichte
Eingeführt wurde die Furca kurz nach der Reform des Gaius Marius, also um 100 v. Chr.